# Questenberg
Questenberg là một đô thị ở huyện Mansfeld-Südharz bang Saxony-Anhalt of nước Đức. Đô thị Questenberg có diện tích 17,25 km².